# 2003 GF55
2003 GF55 est un objet transneptunien de la famille des cubewanos. 

## Caractéristiques
2003 GF55 mesure environ 246 km de diamètre.